# Mashrafe Mortaza
Mashrafe Mortaza (Narail, 31 de maio de 1983) é um jogador profissional de críquete de Bangladesh. Ele é um arremessador e atualmente capitão da seleção nacional de seu país.
Mashrafe Mortaza ficou ausente das competições entre 2009e 2010, atualmente ele defende o Dhaka Gladiators.